# Merindad Mayor de Castilla

Wappen von Kastilien

Die Merindad Mayor de Castilla war eine Verwaltungseinheit, die im 12. Jahrhundert von Alfons VIII. im Königreich Kastilien geschaffen wurde und bis zum 18. Jahrhundert bestand.

## Territorium

Das Königreich Kastilien um 1400

Die Hauptstadt der Merindad war Burgos, wo der königliche Amtmann (merino) residierte. Die Fläche der Verwaltungseinheit betrug über 30.000 Quadratkilometer. Begrenzt wurde sie vom Río Cea und der Grenze zum Königreich Navarra, zwischen dem Duero im Süden und der Atlantikküste im Norden schloss sie die heutige Region Kantabrien und die heutige Provinz Palencia und Teile der heutigen Provinz Burgos und der Provinz Valladolid mit ein. Kleine Teile der benachbarten Territorien gehörten ebenfalls dazu, die heute zu den Provinzen León, Soria, Álava, La Rioja und Asturien gehören.
In der Mitte des 14. Jahrhunderts bestand die Merindad Mayor de Castilla aus folgenden Untereinheiten, den Merindades menores:
| Merindad                              | Hauptstadt             | Orte  | Wüstungen | Fläche (km²) | Provinz (2008)                                       |
| ------------------------------------- | ---------------------- | ----- | --------- | ------------ | ---------------------------------------------------- |
| Merindad de Cerrato                   | Palenzuela             | 56    | 56        | 2.198,86     | Provinz Palencia, Provinz Burgos, Provinz Valladolid |
| Merindad del Infantazgo de Valladolid | Urueña                 | 63    | 35        | 2.606,89     | Provinz Valladolid                                   |
| Merindad de Monzón                    | Monzón de Campos       | 75    | 22        | 1.327,92     | Provinz Palencia, Provinz Burgos                     |
| Campos                                | Palencia               | 50    | 21        | 1.851,05     | Provinz Palencia, Provinz Valladolid                 |
| Merindad de Carrión                   | Carrión de los Condes  | 78    | 41        | 1.474,15     | Provinz Palencia, Provinz León, Provinz Valladolid   |
| Merindad de Villadiego                | Villadiego             | 86    | 21        | 1.087,76     | Provinz Palencia, Provinz Burgos                     |
| Merindad de Aguilar de Campoo         | Aguilar de Campoo      | 133   | 22        | 1.378,50     | Provinz Palencia, Provinz Burgos, Kantabrien         |
| Merindad de Liébana-Pernia            | Cervera de Pisuerga    | 116   | 15        | 1.295,63     | Provinz Palencia, Provinz León, Kantabrien           |
| Merindad de Saldaña                   | Saldaña                | 153   | 42        | 2.106,13     | Provinz Palencia, Provinz León                       |
| Merindad de Asturias de Santillana    | Santillana del Mar     | 195   | 12        | 2.279,33     | Asturien, Kantabrien                                 |
| Merindad de Castrojeriz               | Castrojeriz            | 91    | 30        | 1.716,10     | Provinz Palencia, Provinz Burgos                     |
| Merindad de Cademuñó                  | Santa María del Campo  | 86    | 21        | 1.121,25     | Provinz Burgos                                       |
| Merindad de Burgos-Ubierna            | Burgos                 | 99    | 22        | 1.367,50     | Provinz Burgos                                       |
| Merindad de Castilla Vieja            | Medina de Pomar        | 447   | 87        | 4.359,34     | Kantabrien, La Rioja, Álava, Provinz Burgos          |
| Merindad de Santo Domingo de Silos    | Santo Domingo de Silos | 122   | 26        | 4.197,40     | La Rioja, Provinz Soria, Provinz Burgos              |
| Mayor de Castilla                     | Burgos                 | 1.914 | 488       | 30.727,81    |                                                      |